# 아리랑 (소프트웨어)
아리랑은 핸디소프트에서 개발한 윈도우용 한글 워드 프로세서이다. 윈도우 98용인 아리랑 3.0a까지 개발되었으며, 클립아트 삽입 등의 기능을 갖고 있다. 현재는 개발이 종료되어, 제작사 홈페이지에서 무료로 다운받을 수 있다.